# Clare Higgins
Clare Frances Elizabeth Higgins, född 10 november 1955 i Bradford, West Yorkshire, är en brittisk skådespelerska.

## Utmärkelser
Higgins har bland annat vunnit tre Laurence Olivier Award för bästa kvinnliga huvudroll.

## Roller i urval
- 1980 – Stolthet och fördom (TV-serie)
- 1987 – Hellraiser
- 1988 – Hellraiser 2: Hellbound
- 1994 – Faderland
- 1996 – Small Faces
- 1996, 2020 – Tyst vittne (TV-serie)
- 1998 – B. Monkey
- 2004 – Stage Beauty
- 2007 – Cassandra's Dream
- 2007 – Guldkompassen
- 2018 – Ready Player One
- 2022 – Dangerous Liaisons (TV-serie)